# Goran Dragić
Goran Dragić, né le 6 mai 1986 à Ljubljana en Yougoslavie, est un joueur slovène de basket-ball évoluant au poste de meneur. Après une carrière en Europe, il évolue ensuite en National Basketball Association (NBA). Il est le frère aîné du joueur de basket-ball Zoran Dragić.

## Biographie

### Carrière en Europe
Dragić commence sa carrière professionnelle en 2003, à l'âge de 17 ans, dans un club de deuxième division du championnat de Slovénie, l'Ilirija Ljubljana.
Un an plus tard, il est transféré au Slovan Ljubljana, club de première division.
En 2006, après deux saisons au Slovan, il est transféré en Espagne, au CB Murcie.
Il revient en Slovénie la saison suivante, en rejoignant le club le plus titré du pays, l'Union Olimpija.

### Carrière NBA

#### Suns de Phoenix (2008-février 2011)
Goran Dragić est sélectionné au second tour de la draft 2008, avec le 45e choix, par les Spurs de San Antonio. Il est alors immédiatement transféré aux Suns de Phoenix, chez qui il signe un contrat de trois ans, dans l'optique de remplacer Steve Nash lorsque ce dernier quittera la ligue,.
Lors de sa première saison, il dispute 55 rencontres et affiche des statistiques de 4,5 points, 2,0 passes décisives et 1,9 rebond en 13,2 minutes de jeu.
En 2009-2010, son temps de jeu augmente, tout comme ses statistiques. Le 25 janvier 2010, il marque un record en carrière de 32 points face au Jazz de l'Utah. Le 7 mai, lors des demi-finales de conférence Ouest face aux Spurs de San Antonio, il réalise une excellente performance en marquant 26 points (dont 23 dans le quatrième quart-temps), à 10/13 aux tirs, dont 5/5 à trois points. Il permet aux Suns de revenir au score et de remporter le match, donnant ainsi une avance de 3-0 dans la série. Les Suns se qualifient finalement en emportant cette série quatre à zéro.

#### Rockets de Houston (février 2011-2012)
Le 24 février 2011, il est transféré aux Rockets de Houston en compagnie d'un premier tour de draft contre Aaron Brooks.
Le 13 avril 2011, lors de la victoire des siens contre les Timberwolves du Minnesota, il réalise son premier triple-double en carrière. En 45 minutes, il marque 11 points, distribue 11 passes et prend 11 rebonds.
En juin 2011, il est conservé par les Rockets.
Le 19 novembre 2011, il s'engage à Vitoria jusqu'à la fin du lock-out.

#### Suns de Phoenix (2012-2015)
Le 5 juillet 2012, alors qu'il souhaitait environ 10 millions de dollars par an, il s'engage avec les Suns de Phoenix pour quatre ans et 34 millions de dollars pour pallier le départ de Steve Nash au poste de meneur.
Lors du championnat d'Europe 2013 qui se déroule en Slovénie, les frères Dragić mènent la sélection slovène à la 5e place. Dragić est élu dans le meilleur cinq de la compétition avec Bojan Bogdanović, Marc Gasol, Linas Kleiza et le MVP Tony Parker.
Le 17 octobre 2013, lors d'un match de présaison contre les Kings de Sacramento, il se fait une entorse de la cheville gauche. Le 3 novembre, lors d'un match contre le Thunder d'Oklahoma City, il se fait de nouveau une entorse à cette cheville. Le 29 janvier 2014, lors de la victoire des Suns face aux Bucks de Milwaukee, il se blesse au coude après une lourde chute. Le 8 février, lors de la réception des Warriors de Golden State, il contribue à la victoire des siens en marquant 34 points, son record de points en carrière ce jour-là. Cité parmi les joueurs potentiels pouvant participer au All-Star Game, il peut recevoir une prime d'un million de dollars s'il y participe. Le 23 février, lors de la défaite des siens contre les Rockets de Houston, Dragic bat de nouveau ce record en inscrivant 35 points (à 14 sur 20 aux tirs). Le 28 février, lors de la victoire des siens contre les Pelicans de La Nouvelle-Orléans, il bat de nouveau ce record en inscrivant 40 points (à 14 sur 21 aux tirs).
Au terme de la saison 2013-2014, il est logiquement élu Most Improved Player (joueur ayant le plus progressé).

#### Heat de Miami (2015-2021)
Le 1er juillet 2015, il prolonge son contrat de 90 000 000 $ sur 5 ans.
En 2019-2020, il fait rarement partie du cinq majeur lorsque la saison est interrompue en mars à cause de la pandémie de Covid-19. Fin juillet, la compétition reprend à huis clos dans la bulle de Disney World d’Orlando (Floride). Sur le terrain, Goran Dragic retrouve une place de titulaire à l'approche des playoffs. Lors de ceux-ci, le Heat élimine successivement les Pacers, les Bucks puis les Celtics, et Goran Dragic est un élément moteur de Miami. Pendant les Finales contre les Los Angeles Lakers de Lebron James, il se blesse au pied lors du premier match. Malgré une déchirure à la voute plantaire, il revient pour le match 6 mais ne peut empêcher la défaite de son équipe. Les Lakers remportent les Finales 4-2.
Agent libre à l'intersaison 2020, il re-signe avec la franchise floridienne pour un contrat de 37,4 millions de dollars sur deux ans.

#### Raptors de Toronto (2021-2022)
En août 2021, il est échangé aux Raptors de Toronto avec Precious Achiuwa contre Kyle Lowry.
En février 2022, il est échangé aux Spurs de San Antonio contre Thaddeus Young et Drew Eubanks. Il négocie un départ de la franchise du Texas pour devenir agent libre et signer où il le souhaite.

#### Nets de Brooklyn (2022)
Le 22 février 2022, le meneur Slovène signe avec les Nets de Brooklyn.

#### Bulls de Chicago (2022-février 2023)
En juillet 2022, il signe pour un an aux Bulls de Chicago. Il est coupé le 28 février 2023 afin qu'il puisse s'engager dans la foulée avec une équipe jouant le titre NBA,.

#### Bucks de Milwaukee (mars-avril 2023)
Début mars 2023, il signe aux Bucks de Milwaukee jusqu'à la fin de saison.
Il annonce sa retraite le 30 décembre 2023.

## Palmarès

### Équipe de Slovénie
- Champion d'Europe et MVP en 2017[33].

### NBA
- Nommé Most Improved Player en 2014.
- 1 sélection au All-Star Game en 2018.

## Statistiques

### NBA

#### Saison régulière
| Meilleure progression de l'année |

| Saison    | Équipe   | Matchs | Titul. | Min./m | % Tir | % 3pts | % LF  | Rbds/m. | Pass/m. | Int/m. | Ctr/m. | Pts/m. |
| --------- | -------- | ------ | ------ | ------ | ----- | ------ | ----- | ------- | ------- | ------ | ------ | ------ |
| 2008–2009 | Phoenix  | 55     | 1      | 13,2   | 39,3  | 37,0   | 76,9  | 1,87    | 2,02    | 0,53   | 0,05   | 4,47   |
| 2009–2010 | Phoenix  | 80     | 2      | 18,0   | 45,2  | 39,4   | 73,6  | 2,14    | 3,01    | 0,60   | 0,10   | 7,94   |
| 2010–2011 | Phoenix  | 48     | 2      | 17,8   | 42,1  | 27,7   | 60,8  | 1,79    | 3,10    | 0,75   | 0,12   | 7,35   |
| 2010–2011 | Houston  | 22     | 3      | 17,2   | 47,2  | 51,9   | 66,7  | 2,55    | 2,50    | 0,64   | 0,18   | 7,73   |
| 2011–2012 | Houston  | 66     | 28     | 26,5   | 46,2  | 33,7   | 80,5  | 2,55    | 5,30    | 1,29   | 0,15   | 11,74  |
| 2012–2013 | Phoenix  | 77     | 77     | 33,5   | 44,3  | 31,9   | 74,8  | 3,09    | 7,39    | 1,61   | 0,34   | 14,73  |
| 2013–2014 | Phoenix  | 76     | 75     | 35,1   | 50,5  | 40,8   | 76,0  | 3,22    | 5,88    | 1,37   | 0,29   | 20,29  |
| 2014–2015 | Phoenix  | 52     | 52     | 33,4   | 50,1  | 35,5   | 74,6  | 3,56    | 4,06    | 0,96   | 0,17   | 16,21  |
| 2014–2015 | Miami    | 26     | 26     | 34,8   | 50,2  | 32,9   | 80,8  | 3,42    | 5,35    | 1,08   | 0,23   | 16,62  |
| 2015–2016 | Miami    | 72     | 72     | 32,8   | 47,7  | 31,2   | 72,7  | 3,85    | 5,82    | 0,99   | 0,24   | 14,14  |
| 2016–2017 | Miami    | 73     | 73     | 33,7   | 47,4  | 40,5   | 79,0  | 3,82    | 5,81    | 1,23   | 0,18   | 20,32  |
| 2017–2018 | Miami    | 75     | 75     | 31,7   | 45,0  | 37,0   | 80,1  | 4,09    | 4,79    | 0,84   | 0,16   | 17,28  |
| 2018–2019 | Miami    | 36     | 22     | 27,5   | 41,3  | 34,8   | 78,2  | 3,08    | 4,83    | 0,83   | 0,14   | 13,72  |
| 2019–2020 | Miami    | 59     | 3      | 28,2   | 44,1  | 36,7   | 77,6  | 3,17    | 5,10    | 0,68   | 0,17   | 16,15  |
| 2020–2021 | Miami    | 50     | 11     | 26,7   | 43,2  | 37,3   | 82,8  | 3,38    | 4,38    | 0,66   | 0,16   | 13,44  |
| 2021–2022 | Toronto  | 5      | 2      | 18,0   | 38,2  | 28,6   | 100,0 | 2,80    | 1,80    | 1,00   | 0,20   | 8,00   |
| 2021–2022 | Brooklyn | 16     | 6      | 25,5   | 37,6  | 24,5   | 73,9  | 3,20    | 4,80    | 0,90   | 0,20   | 7,30   |
| Carrière  | Carrière | 888    | 530    | 27,9   | 46,0  | 36,2   | 76,7  | 3,08    | 4,81    | 0,97   | 0,18   | 13,70  |

Dernière mise à jour le 3 mai 2022.

#### Playoffs
| Saison   | Équipe   | Matchs | Titul. | Min./m | % Tir | % 3pts | % LF  | Rbds/m. | Pass/m. | Int/m. | Ctr/m. | Pts/m. |
| -------- | -------- | ------ | ------ | ------ | ----- | ------ | ----- | ------- | ------- | ------ | ------ | ------ |
| 2010     | Phoenix  | 16     | 0      | 14,8   | 43,0  | 32,5   | 74,2  | 1,81    | 2,25    | 0,25   | 0,06   | 7,62   |
| 2016     | Miami    | 14     | 14     | 33,7   | 44,2  | 34,8   | 76,7  | 4,93    | 3,86    | 0,43   | 0,21   | 16,50  |
| 2018     | Miami    | 5      | 5      | 31,3   | 46,7  | 38,1   | 68,2  | 2,60    | 4,60    | 1,00   | 0,00   | 18,60  |
| 2020     | Miami    | 17     | 16     | 32,5   | 44,4  | 34,6   | 80,3  | 4,06    | 4,41    | 1,00   | 0,12   | 19,06  |
| 2021     | Miami    | 4      | 2      | 29,2   | 42,6  | 34,6   | 75,0  | 1,75    | 2,75    | 1,00   | 0,50   | 16,00  |
| 2022     | Brooklyn | 4      | 0      | 19,8   | 56,3  | 33,3   | 100,0 | 4,50    | 1,50    | 0,80   | 0,00   | 10,50  |
| Carrière | Carrière | 60     | 37     | 26,9   | 44,8  | 34,5   | 76,6  | 3,40    | 3,40    | 0,70   | 0,14   | 14,60  |

Dernière mise à jour le 3 mai 2022.

## Records sur une rencontre en NBA
Les records personnels de Goran Dragić en NBA sont les suivants, :
| Type de statistique        | Saison régulière | Saison régulière                | Saison régulière | Playoffs | Playoffs              | Playoffs          |
| Type de statistique        | Record           | Adversaire                      | Date             | Record   | Adversaire            | Date              |
| -------------------------- | ---------------- | ------------------------------- | ---------------- | -------- | --------------------- | ----------------- |
| Points                     | 40               | Pelicans de La Nouvelle-Orléans | 28 février 2014  | 30       | Raptors de Toronto    | 13 mai 2016       |
| Paniers marqués            | 14               | 3 fois                          | 3 fois           | 12       | Raptors de Toronto    | 13 mai 2016       |
| Paniers tentés             | 23               | 2 fois                          | 2 fois           | 21       | 3 fois                | 3 fois            |
| Paniers à 3 points réussis | 7                | 3 fois                          | 3 fois           | 5        | 3 fois                | 3 fois            |
| Paniers à 3 points tentés  | 13               | @ Trail Blazers de Portland     | 9 février 2020   | 10       | 2 fois                | 2 fois            |
| Lancers francs réussis     | 13               | Jazz de l'Utah                  | 11 avril 2012    | 7        | 2 fois                | 2 fois            |
| Lancers francs tentés      | 15               | @ Bucks de Milwaukee            | 26 octobre 2019  | 8        | @ Bucks de Milwaukee  | 24 mai 2021       |
| Rebonds offensifs          | 5                | 2 fois                          | 2 fois           | 3        | 2 fois                | 2 fois            |
| Rebonds défensifs          | 9                | 4 fois                          | 4 fois           | 7        | @ Celtics de Boston   | 15 septembre 2020 |
| Rebonds totaux             | 12               | 3 fois                          | 3 fois           | 8        | Celtics de Boston     | 25 avril 2022     |
| Passes décisives           | 18               | @ Trail Blazers de Portland     | 19 février 2013  | 10       | Hornets de Charlotte  | 17 avril 2016     |
| Interceptions              | 5                | 5 fois                          | 5 fois           | 4        | 76ers de Philadelphie | 21 avril 2018     |
| Contres                    | 3                | 2 fois                          | 2 fois           | 1        | 8 fois                | 8 fois            |
| Balles perdues             | 7                | 5 fois                          | 5 fois           | 5        | 5 fois                | 5 fois            |
| Minutes jouées             | 53               | Mavericks de Dallas             | 11 avril 2011    | 43       | Raptors de Toronto    | 9 mai 2016        |

- Double-double : 66
- Triple-double : 2

Dernière mise à jour : 16 août 2022

## Salaires
Les gains de Goran Dragić en NBA sont les suivants :
| Saison      | Équipe                             | Salaire       |
| ----------- | ---------------------------------- | ------------- |
| 2008-2009   | Suns de Phoenix                    | 1 700 000 $   |
| 2009-2010   | Suns de Phoenix                    | 1 836 000 $   |
| 2010-2011   | Suns de Phoenix Rockets de Houston | 1 972 000 $   |
| 2011-2012*  | Rockets de Houston                 | 2 108 000 $   |
| 2012-2013   | Suns de Phoenix                    | 7 500 000 $   |
| 2013-2014   | Suns de Phoenix                    | 7 500 000 $   |
| 2014-2015   | Suns de Phoenix Heat de Miami      | 7 500 000 $   |
| 2015-2016   | Heat de Miami                      | 14 780 000 $  |
| 2016-2017   | Heat de Miami                      | 15 890 000 $  |
| 2017-2018   | Heat de Miami                      | 17 000 450 $  |
| 2018-2019   | Heat de Miami                      | 18 109 175 $  |
| 2019-2020   | Heat de Miami                      | 19 217 900 $  |
| Total Gains | Total Gains                        | 115 113 525 $ |

Note : * En 2011, le salaire moyen d'un joueur évoluant en NBA est de 5 150 000 $.

## Vie privée
Dragić parle couramment le slovène, le serbe, l'espagnol et l'anglais.
Son père, Marinko et sa mère, Mojca, vivent en Slovénie. Son père est serbe et sa mère slovène,,.
Son frère Zoran est basketteur professionnel.
Son fils Mateo est né en novembre 2013.